# Märkberget
Märkberget este o arie protejată (arie specială de conservare — SAC, sit de importanță comunitară — SCI) din Suedia întinsă pe o suprafață de 290,9 ha, integral pe uscat.

## Localizare
Centrul sitului Märkberget este situat la coordonatele 66°13′59″N 16°51′58″E / 66.2331°N 16.866°E.

## Înființare
Situl Märkberget a fost declarat sit de importanță comunitară în decembrie 1995 pentru a proteja 1 specie de plante și 2 specii de animale. Situl a fost protejat și ca arie specială de conservare în decembrie 2009.

## Biodiversitate
Situată în ecoregiunea alpină, aria protejată conține 3 habitate naturale: Taiga vestică, Mlaștini turboase de tranziție și turbării mișcătoare, Râuri naturale fino-scandinave.
La baza desemnării sitului se află mai multe specii protejate:
- plante (1): papucul doamnei (Cypripedium calceolus)
- mamifere (2): vidră de râu (Lutra lutra), râs eurasiatic (Lynx lynx)